# Atentados de Jos de 2014
Los atentados en Jos ocurrieron el 20 de mayo de 2014, en el estado de Plateau (Nigeria), matando al menos a 118 personas e hiriendo a más de 56. El primer atentado se produjo en un mercado y el segundo, cerca de una estación de autobuses. Aunque ningún grupo o individuo ha reivindicado la responsabilidad, los ataques han sido atribuidos a Boko Haram.

## Atentados
Las explosiones de dos coches bombas fueron con 30 minutos de diferencia, uno a las 3:00 y el otro a las 3:30. La primera explosión se produjo en el mercado de Terminus, donde había una "enseñanza de hospitales, tiendas, oficinas y un mercado". Este atentado dejó más de cincuenta heridos. La segunda explosión tuvo lugar cerca de un hospital. Esta explosión mató a posibles rescatadores que habían ido a ayudar tras el estallido del primer coche bomba. Una gran cantidad de humo negro era también visible. Los atentados fueron probablemente provocados para infligir el máximo número de víctimas.